# Cadeilhan
Cadeilhan ist eine französische Gemeinde mit 145 Einwohnern (Stand 1. Januar 2022) im Département Gers in der Region Okzitanien (vor 2016: Midi-Pyrénées). Sie gehört zum Arrondissement Condom und zum Kanton Fleurance-Lomagne.
Die Einwohner werden Cadeilhanais und Cadeilhanaises genannt.

## Geographie
Cadeilhan liegt circa 35 Kilometer südöstlich von Condom in der historischen Provinz Armagnac in der Lomagne am nordöstlichen Rand des Départements.
Umgeben wird Cadeilhan von den fünf Nachbargemeinden:
|          | Saint-Léonard                               |         |
| Brugnens | Kompassrose, die auf Nachbargemeinden zeigt | Bivès   |
|          | Bajonnette                                  | Monfort |

Cadeilhan liegt im Einzugsgebiet des Flusses Garonne.
Der Rivière de l’Auroue, ein Nebenfluss der Garonne, bildet die natürliche Grenze zur westlichen Nachbargemeinde Brugnens. Außerdem bewässert der Ruisseau du Gélon, ein Nebenfluss des Arrats, das Gebiet der Gemeinde zusammen mit seinem Nebenfluss, dem Ruisseau de Saudroue.

## Geschichte
Das Gebiet war zumindest bereits in gallorömischer Zeit besiedelt, wie die Überreste der Villa La Tasque aus dem ersten bis dritten und aus dem fünften Jahrhundert belegen. Der heutige Name der Gemeinde stammt vom lateinischen Eigennamen Catilius, der Besitzer einen Landguts war. In der Nähe des Dorfes befindet sich ein Rundturm aus dem 16. Jahrhundert, ein Überbleibsel der Burg der Grundherrenfamilie de Preyssac.

### Einwohnerentwicklung
Nach Beginn der Aufzeichnungen stieg die Einwohnerzahl bis zur Mitte des 19. Jahrhunderts auf einen Höchststand von rund 380. In der Folgezeit sank die Größe der Gemeinde bei zwischenzeitlichen Erholungsphasen bis zu den 1990er Jahren auf ihren tiefsten Stand von 100 Einwohnern, bevor eine Wachstumsphase einsetzte, die bis heute andauert.
| Jahr                       | 1962 | 1968 | 1975 | 1982 | 1990 | 1999 | 2006 | 2011 | 2020 |
| Einwohner                  | 132  | 111  | 121  | 117  | 100  | 100  | 129  | 128  | 136  |
| Quellen: Cassini und INSEE |      |      |      |      |      |      |      |      |      |

## Sehenswürdigkeiten
- Pfarrkirche Saint-Oren aus dem 19. Jahrhundert
- Schloss Cadeilhan: Der dreigeschossige Bau wurde von 1572 an für Charlotte de Biran errichtet.[4]

## Wirtschaft und Infrastruktur

### Verkehr
Cadeilhan wird von der Route départementale 654 durchquert.